# گریت وال کوری
گریت وال کوری همچنین به عنوان شناخته شده گریت وال ولیکس وی۸۰ یک مینی ون ۵ در با ۷ صندلی است که توسط خودروساز چینی گریت وال موتورز ساخته شده است.

## مشخصات فنی
این خودرو با موتور ۲ لیتری و ۲.۴ لیتری ۱۰۵ کیلووات (۱۴۳ اسب بخار متری؛ ۱۴۱ اسب بخار ترمز) و ۱۲۰ کیلووات (۱۶۳ اسب بخار متری؛ ۱۶۱ اسب بخار ترمز) تولید می شود. این خودرو دارای یک محور متحرک تک دیفرانسیل (جلو) و دو گیربکس ۵ دنده دستی و ۴ دنده اتوماتیک می باشد. وزن این خودرو ۱۵۱۰ کیلوگرم است. این خودرو از سال ۲۰۱۳ مجهز به موتور ۱.۵ لیتری توربوشارژ می باشد.
دو در میان این خودرو کشویی است و این خودرو دارای سقف پانوراما دو حالته و مالتی مدیای آن دارای یک نویگیشن می باشد. این خودرو به سه دسته کامفورت، لوکس و سوپرلوکس تقسیم می شود. قیمت این خودرو از ۱۵٫۵۰۰ تا ۱۹٫۴۰۰ دلار است .